# Daruvar
Daruvar (češki: Daruvar, mađarski: Daruvár, njemački: Daruwar, srpska ćirlica: Дарувар, latinski: Aquae Balissae) je grad u Hrvatskoj, i drugi najveći grad unutar Bjelovarsko-bilogorske županije. Prema popisu stanovništva provedenom 2011. godine Daruvar ima 11.633 stanovnika.

## Naziv
Područje Daruvara dolazi u vlasništvo obitelji Janković koja dotadašnje hrvatsko ime Podborje mijenja u ime Daruvar. Jankovići su u svojem grbu imali prikaz ždrala, što na mađarskom odgovara riječi „daru” te bi u doslovnom prijevodu značilo Ždralovgrad. Smatra se da se naziv Daruvar ustalio između 1760. i 1765. godine.

## Gradska naselja
Grad Daruvar se sastoji od 9 naselja (stanje 2006.): Daruvar, Daruvarski Vinogradi, Doljani, Donji Daruvar, Gornji Daruvar, Lipovac Majur, Ljudevit Selo, Markovac i Vrbovac.

## Zemljopis
Daruvar se nalazi u zapadnom dijelu Slavonije. Udaljen je 125 km od glavnog grada Zagreba i oko 130 km od Osijeka. Smješten je u brežuljkastom predjelu podno planine Papuk, u Poilovskoj zaravni, na plodnim nanosima iz pleistocena.

## Klima
Daruvar ima umjereno kontinentalnu klimu. Ova vrsta klime karakterizira se kroz četiri različita godišnja doba, uključujući vruća ljeta, hladne zime i umjerene količine padalina tijekom cijele godine. Prosječna godišnja temperatura u Daruvaru iznosi oko 11 °C. Tijekom ljetnih mjeseci, temperature često prelaze 25 °C, dok zimi mogu pasti ispod 0 °C, uz povremene snježne padaline. Grad također bilježi značajnu količinu oborina, u prosjeku oko 800 – 1000 mm godišnje, što doprinosi bujnoj vegetaciji i poljoprivrednoj produktivnosti regije. Klima u Daruvaru je pod utjecajem geografskog položaja, a okolna brda i šume igraju važnu ulogu u lokalnim vremenskim obrascima. Najviša maximalna dnevna temperatura izmjerena je 10. kolovoza 2017. i iznosi 39,7 °C, dok je najmanja izmjerena 16. Siječnja 1963. i iznosi je –25,2 °C.

## Stanovništvo
Ovaj grad, koji sam broji 8.567 stanovnika, a s okolicom 11.633 stanovnika, sa svih svojih 9 naselja u zadnjim godinama broji pad stanovništva, ali kroz povijest nije uvijek bilo tako. Gustoća naseljenosti grada Daruvara iznosi više od 100 stan/km2.
U zadnjih 30 godina je u cijeloj Bjelovarsko-bilogorskoj županiji aktivan proces depopulacije. Ovaj je proces u ruralnim krajevima čak i izraženiji te da je taj proces intenzivniji u odnosu na ostatak države. U samom gradu Daruvaru se do čak 1991. godine bilježi pozitivno kretanje stanovništva, odnosno da se broj stanovnika povećava na navedenome području. Iako industrijalizacijom i deruralizacijom gradovi postaju sve naseljenija, nakon posljednjega popisa stanovništva (onoga u 2011. godini) u trendu je pad stanovništva. Tu tvrdnju potkrepljuje činjenica da su pojedina naselja depopularizirana do neprepoznatljivosti te su određena područja pusta. Naravno, riječ je o seoskim područjima.
Sastav stanovništva grada Daruvara:
- Hrvati: 7129 – 61,28 %
- Česi: 2485 – 21,36 %
- Srbi: 1429 – 12,27 %
- Ostali: 590 – 5,09 %

Do novog teritorijalnog ustrojstva Hrvatske, postojala je bivša velika općina Daruvar, koja je imala sljedeći etnički sastav:
| godina popisa | ukupno | Hrvati           | Srbi             | Jugoslaveni    | ostali         |
| ------------- | ------ | ---------------- | ---------------- | -------------- | -------------- |
| 1991.         | 30.092 | 10.459 (34,75 %) | 10.074 (33,47 %) | 1653 (5,49 %)  | 7906 (26,27 %) |
| 1981.         | 31.424 | 8907 (28,34 %)   | 9528 (30,32 %)   | 5766 (18,34 %) | 7223 (22,98 %) |
| 1971.         | 34.471 | 12.237 (35,49 %) | 12.178 (35,32 %) | 704 (2,04 %)   | 9352 (27,13 %) |

Do 1991. godine proces depopulacije u Bjelovarsko-bilogorskoj županiji intenzivniji je od prosjeka Hrvatske. Međutim, samo gradsko naselje Daruvar bilježi povećani broj stanovnika, iako su ostala naselja bilježila pad broja stanovnika. Nakon popisa stanovništva iz 2011. godine, Daruvar bilježi pad broja stanovnika od 6,7 %.

### Daruvar (naseljeno mjesto)
- 2011. – 8567
- 2001. – 9815
- 1991. – 9748 (Hrvati – 3587, Srbi – 3083, Jugoslaveni – 806, ostali – 2272)
- 1981. – 9661 (Hrvati – 3185, Jugoslaveni – 2392, Srbi – 2375, ostali – 1709)
- 1971. – 8464 (Hrvati – 4081, Srbi – 2310, Jugoslaveni – 362, ostali – 1711)

## Uprava
Daruvar ima status jedinice lokalne samouprave – jedan je od 128 gradova Hrvatske.
Tijela Grada Daruvara su:
- Gradsko Vijeće
- Gradonačelnik – Damir Lneniček (lipanj 2017.)[11]

## Povijest

### Antičko doba
Urbana povijest Daruvara seže dvije tisuće godina u prošlost kako potvrđuje rimski upravni status ovdašnjeg naselja starosjedilačkog naroda Jasa, smještenog pored ljekovitih geotermalnih izvora na prostoru Daruvarske kotline. Nalazi kamenih sjekira iz mlađeg kamenog doba potvrđuju da je kotlina bila nastanjena i ranije.
Narod Jasa (lat. Iassi; gr. Iassioi) u značenju Topličani" ili "Iscjelitelji" potpali su pod rimsku vlast u I. st. pr. Kr.  nakon sloma Batonovog ustanka. Postoji mogućnost da su bili saveznici Rima te da su kao nagradu dobili svoju plemensku samoupravu pod imenom Res Publica Iasorum. U izvorima je sačuvano i jaško mjesno ime naselja kao Aquae Balissae ("Vrlo jaka sveta vrela"). Razvitak naselja i naseljavanje rimskih građana uvjetovalo je da car Hadrijan 124. godine naselju dodjeljuje prestižni status municipija, (Municipium Iasorum), čiji se teritorij radiusa cca. 50 km prostirao između obala rijeka Save na jugu te Drave na sjeveru. Gospodarski razvoj uvjetovalo je i termalno lječilište s tradicionalnim liječenjem ženskih bolesti i steriliteta, te povoljan prometni položaj na rimskim cestama Siscija – Mursa, Salona – Akvinkum i Sirmij – Petovij.
Prema sačuvanim natpisima, poznate Jaške "Iscjeliteljske Terme", (Thermae Iasorum) u provinciji Gornjoj Panoniji mogle su biti posječene od careva Hadrijana, Marka Aurelija, Komoda, Septimija Severa, Konstantina I. Velikog. Nalazi ukazuju da je u 'Aquae Balissae' postojao forum ukrašen carskim konjaničkim brončanim kipovima i statuama, Jupiterov hram, termalni kompleks sa Silvanovim hramom. Moguće je da se ovdje nalazio i manji amfiteatar. Najpoznatiji arheološki nalazi iz Daruvara su zvonoliki mrežasti diatretni pehar, danas izložen u Kunsthistorisches Museum u Beču i fragmenti (kopito, dio trbuha i repa) brončane konjaničke statute cara Gordijana III. natprirodne veličine.

### Srednji vijek
Nakon pomicanja uzrokovanih velikom seobama naroda (4. – 7. stoljeće.) od 11. je stoljeća ovo područje pripadalo srednjovjekovnoj Zagrebačkoj biskupiji i Križevačkoj županiji. U Daruvarskoj kotlini, na brežuljku Stari Slavik iznad geotermalnih izvora plemići Nelipići od Dobre Kuće podižu svoju utvrdu Kamengrad (Kuwar). Položaj, promet, plodno tlo, ugodna klima kao i već tisućljeće ranije tada poznati ljekoviti izvori omogućili su na prostoru kotline razvoj četiri srednjovjekovna trgovišta -- Toplice, Četvrtkovac, Dimičkovine i Podborje s franjevačkim samostanom Svetog Kralja Ladislava. Tradicionalno liječenje toplom vodom nastavljeno je i u srednjem vijeku. Tri crkve Blažene Djevice Marije ukazuju da se topla voda naročito cijenila kao i u prapovijesti i rimskom dobu u tretmanu izlječenje ženske neplodnosti

### Kasniji razvoj
Daruvarsko područje je izuzetno bogato srednjovjekovnim spomenicima kulture. Dobra Kuća, Stupčanica, Kristalovac, Vojk-Kerestur, Sv.Duh, Pavlovina, Petrovina, Bagenovac, Sirač i Željnak su samo neki od dvoraca hrvatskog plemstva. O bogatom crkveno-kulturnom životu pored franjevačkog samostana u Podborju svjedoče samostani kao sto su benediktinski Sv. Margarete, pavlinski Sv. Ane i augustinski Sv. Tri Kralja u mjestima Bijela, Vrijeska i Sređani kao i egzistencija 22 srednjovjekovne župe. Provale i osvajanja Turaka sredinom 16. st. prekidaju razvoj područja. Franjevački samostan Sv. kralja Ladislava u Podborju je u to doba bio pretvoren je u tursku pograničnu tvrđavu. Naseljavaju se pravoslavni Vlasi kao čuvari Habsburške Monarhije pred Turskim carstvom, (Vojna krajina i Banska Hrvatska), zapadno odavde. Prostor trgovišta Toplica s crkvom Blažene Djevice Marije pored geotermalnih vrela, za vrijeme Turaka je bio poznat kao Ilidža.
Nakon izgona Turaka u 1699. područje pada pod upravu bečke dvorske komore do 1745., kada vlastelinstva Podborje, Sirač i Pakrac kupuje grof pl. Antun Janković Daruvarski. 

Janković mijenja hrvatsko ime naselja Podborje u Daruvar sa značenjem Ždralov grad na mađarskom jeziku ili preciznije Ždralov dvorac prema prelijepom dvorcu koji je grof započeo graditi u 1771.

Hrvatsko narodno ime Podborje ostaje u upotrebi sve do sredine 20. stoljeća kao dodatak uz imena susjednih naselja kao Batinjani Podborski, Vrbovac Podborski, Doljani Podborski, Podborski Kravjak.

### Gospodarski i kulturni razvoj
S ciljem gospodarskog razvoja dinastija Jankovića naseljava svoje posjede poljoprivrednicima i obrtnicima iz ostatka Hrvatske, iz Češke, Slovačke, Njemačke i Mađarske tako je prostor, rijetko naseljen od ratova s Turcima ponovno napučeni. Doseljenicima s iskustvom u poljodjelstvu, obrtu i trgovini je obećana zemlja za kultivaciju te materija za izgradnju kuća. Izgradnjom prvih gradskih kupki u (1772.) Jankovići su zacrtali jednu od osnovnih funkcija grada Daruvara danas a to je—termalnog lječilišta. Kasniji grof Julije Janković, (1820. – 1904.), mecena je Ilirskog preporoda te mnogih hrvatskih ustanova nastalih za i nakon vremena Bachovog apsolutizma i kasnije. Potpomogao je gradnju HAZU, (Hrvatska akademija znanosti i umjetnosti) Narodnog muzeja, spomenika banu Jelačiću, osnivač je mnogih humanitarnih i prosvjetnih zaklada, osobito u Požeškoj županiji gdje je djelovao na promicanju školstva i narodnog zdravlja.
1821. godine daruvarska župa u spisima ima zabilježeno da su u Daruvaru bile 42 kuće i ukupno 263 stanovnika, od čega 163 rimokatolika, 80 grčkoistočnjaka (pravoslavnih) i 20 židovske vjere.
Nakon edikta o toleranciji iz 1781. godine od strane cara Josipa II., Židovi su imali poboljšan život u Habsburškoj monarhiji. Ovim dokumentom su dobili bolju ravnopravnost i samu mogućnost ostanka u Monarhiji. Krajem 18. st. sve više naroda počinje naseljavati prostor današnjeg Daruvara. Početkom 19.st. doseljavaju se na prostor Daruvara prvi Židovi, koji su obrtnici i trgovci. Nedugo nakon toga Daruvar 1837. godine dobiva status trgovišta, putem „Povelje vašarske“. Također, 1885. godine ovaj grad dobiva i svoju prugu: Barcs – Virovitica – Daruvar pomoću koje se potaknuo gospodarski razvoj te samo doseljavanje Židova na ovaj prostor.  
Židovi počinju graditi svoje sinagoge, groblja i slično. Trgovina, bankarstvo i obrt su najveće djelatnosti kojima se bave. Između dva svjetska rata upravo oni postaju nositelji razvoja grada i doprinose društvenom i gospodarskom usponu.
Pridošli Židovi većinom su došli iz zapadnih ugarskih županija. 
Židovi su 1860-ih imali svoju općinu ali se ne zna kad je osnovana. Od 1860. gradili su sinagogu i osnovali su groblje. Do 1860. bogoslužje su vršili u kupališnoj zgradi u dvjema sobama koje im je za to ustupio grof Janković. 1860. Julije Janković darovao je mjesnoj židovskoj općini zemljište za groblje. Sinagoga je posvećena 1872. kad je doselila obitelj rabina iz Brašova.
Odlaskom iz Daruvara 1879. grofovska porodica Janković prodaje posjede te napušta ove krajeve. Godine 1756. sagrađena pravoslavna crkva koja nosi naziv Parohijska Crkva Sv. Otaca Prvog Vaseljenskog Sabora.  Njihovom graditeljskom dijelu pripada župna crkva Presvetog Trojstva iz 1764., Antunova kupka, (1772.), dvorac Janković (1777.), Ivanova kupka (1812.), Škola sestara milosrdnica (1870.). Od gospodarskih objekata u vrijeme između sredine 19. st. i svršetka Prvog svjetskog rata, pošto je glavna gospodarska grana bilo šumarstvo, postojala postojala je pilana. Isto tako tu je bila suknara te i dabas postojeća pivovara od 1840. Brže od industrije razvijali su se trgovina i ugostiteljstvo pošto su bili povezani za lječilišta. Kotar Daruvar je 1912. imao je 63 trgovaca, 412 obrtnika, 68 "sitničara," 41 gostioničara i 92 krčmara. Izgradnja pruge Banova Jaruga – Daruvar – Barč otvorena uz samu nazočnost samog cara, (Franje Josipa I.) u 1897. doprinijela je gradskom razvoju tako da se uskoro izgradeni novi objekti: Restaurant Terasa, Švicarska vila, Vila Arcadia i Centralna Blatna Kupka koja sa svojom velikom kupolom postaje jedan od simbola Daruvara.
Termalni izvori imali su važan utjecaj na razvoj vrtova i perivoja u Daruvaru. Grof Antun Janković tijekom 18. stoljeća podiže dva perivoja – lječilišni (1762.), a od 1771. do 1780. perivoj uz svoj barokni dvorac. Lječilišni perivoj u Daruvaru značajan je po tome što je prvi i najstariji lječilišni perivoj u kontinentalnoj Hrvatskoj. Nastajao je u nekoliko faza uz termalne izvore i lječilišne zgrade kombinacijom barokno-klasicističkih i pejzažnih elemenata u vrtnoj umjetnosti. Krajem 19. i početkom 20. st. bio je među najpoznatijim i najljepšim lječilišnim perivojima u državi. Dvorski perivoj jedan je od najstarijih perivoja na području Slavonije koji je podignut  u kombinaciji baroknog i pejzažnog stila u vrtnoj umjetnosti. Jedan je od naših rijetkih povijesnih perivoja u kojem su još uvijek vidljivi elementi stilova kojima je pripadao i u kojem su još prisutni poneki primjerci biljnih vrsta iz prvih godina njegova podizanja među kojima se ističe muški primjerak vrste Ginkgo biloba, zaštićen kao spomenik vrtne arhitekture.

### Domovinski rat
Prije nego što su počeli velikosrpski napadi na Daruvar, pokazalo se da je Grad Daruvar darovao nekim Srbima koji su se odmetnuli čestice zemljišta na upotrebu zemljište gdje su bile i kuće Hrvata i Čeha. Prema svjedočanstvima odmetnutih Srba, to je napravljeno jer su „trebali napustiti Daruvar i da netko drugi ne bi sve uzeo, lokalni Srbi bi to koristili, jer su to već unaprijed podijelili, cijeli grad, kuće i imanja“.
Domovinski rat u području Daruvara započeo je 19. srpnja 1991. god. kada je u Purnici, općina Sirač iz zasjede izvršen oružani napad na specijalnu policiju i sljedećeg dana ubojstvom troje policajaca u neposrednoj blizini parka grofa Jankovića. Narečena zasjeda i ubojstvo policajaca u središtu grada Daruvara, isplanirana je u policijskoj stanici Daruvar od strane milicajaca pravoslavne vjeroispovjedi.[nedostaje izvor] Generalno, do sveopćeg napada došlo je noću 18./19. kolovoza 1991. god. kada su pobunjeni milicajci srpske nacionalnosti, napustili policijsku postaju te zajedno s odmetnutim srbočetnicima iz pješačkog i minobacačkog oružja napali uži dio grada oko autobusnog, željezničkog kolodvora i gradske tržnice u namjeri da zauzmu policijsku stanicu te tom prilikom zarobljavaju četvoricu policajaca koje odvode na okupirano područje u mjesto Bijela. Isti ti milicajci, od kojih su se najviše isticali rukovodioci Ljubo Banjeglav, Nenad Bursač i Krsta Žarković, prije narečenih oružanih prepada, zajedno u suradnji s JNA iz vojarne Polom, naoružavali su srpska sela vojnim naoružanjem, kao što su vojarnu popunjavali u ljudstvu s domaćim četnicima.
Pobunjenim srpskim policajcima u prodoru u Daruvar suprotstavile su se snage specijalne policije MUP-a RH.
20. kolovoza su srpski agresori izvršili minobacački napad na grad. Mjesni Česi, najbrojnija manjina u Daruvaru, dali su se u obranu grada, tako da su u početnoj fazi Domovinskog rata, Česi činili 30 % dragovoljaca gradske obrane. U isto vrijeme, većina daruvarskih Srba se odmetnula u šume, pridruživši se odmetnicima i JNA u napadu na grad Daruvar, a dok su preostali srbi u gradu ostali u svojstvu jataka, špijuna, snajperista i petokolonaša. Četnički vojvoda, bivši direktor daruvarske pivovare Lončar, početkom rujna 1991. god. poručuje putem rdija Daruvara, kojeg su imali instaliranog u mjestu Bijela, da branitelji grada Daruvara "dobrovoljno" predaju oružje ili će u protivnom ujahati na bijelom konju u centar grada, gdje će na ražnju peći dvije najdeblje ustaše a po svima ostalima igrati užičko kolo. Tako je ostala i poznata izjava Čakmaka iz Donjeg Daruvara koji je rekao da Hrvate treba zakopati u zemlju do ramena i tanjuračama preči preko glava a od Čeha napraviti robove koji će za njih besplatno raditi. Trećeg dana četničkih napada na grad Daruvar su pristigli policajci iz Đurđevca i Koprivnice s ratnim zapovjednikom Damirom Barbarićem. Za konstatirati je da su prve i najžešće četničke napade na grad Daruvar odbili mladi policijski djelatnici za koje su Srbi milicajci a i pojedini stariji Hrvati milicajci znali posprdo reći "Tuđmanovci", a za koje smo u očima bili ustaše koje rade na razijedinjenju bratstva i jedinstva unutar policijske stanice i grada.
Početkom rujna 1991.god. u dvorištu policijske postaje Daruvar, oformljen je prvi vod ZNG-a od pričuvnog sastava policije koji se nakon pada vojarne "Polom" popunjavao s civilima iz okolnih hrvatskih i čeških sela i u konačnici prerastao u pukovniju.
Tijekom rata na grad Daruvar palo je na stotine granata, izvršena mnogobrojna avionska raketiranja i bacanja bombi "krmača", te u više navrata iz aviona na prirubna mjesta grada,  bačena "bijela paučina" za koju se i danas nadležna tijela nisu izjasnila o kakvom se to kemijskom otrovu radi.[nedostaje izvor]
Početkom velikosrpske agresije na Hrvatsku, srpski su pobunjenici držali važnu stratešku točku za kontrolu istočnog dijela Daruvara i širega predgrađa Vezmarovu kulu. Hrvatski branitelji oslobodili su ju 29. rujna 1991. godine.
Srbi su u 11. mjesecu 1990. imali u mjestu Dolari, nekih 7 do 8 km od Daruvara, kako su nazvali "velikosrpski sabor".
Oslobođenjem istočnih dijelova grada Daruvara, krajem 12. mj. 1991.god od srbočetničkih formacija, uveliko se normalizirao život u gradu, od čega je najbitnje bilo puštanje vodozahvata u pogon, a koji se do tada nalazio na okupiranom području. Sve do vojnoredarstvene akcije "Bljesak" od strane četnika u više navrata bilo je ubacivanja na oslobođena područja a od kojih je najgnjusniji upad u mjesto Vukovje i odvođenje civila u Batinjsku Rijeku gdje je nad istima izvršeno mučenje i hladna egzekucija, prilikom čega je troje uspjelo preživiti. I taj slučaj a usprkos svjedocima i podnesenom kaznenom prijavom 1994.god. nije riješen od stran Državnog odvjetništva, kao što nisu procesuirane i kaznene prijave za oružane pobunu i agresiju, te ratnog zločina počinjenog nad policajcima, hrvatskim vojnicima i civilima s područja bivše opć. Daruvar, koje su sačinjene i dostavljene Odvjetništvu 1992.god., a sve pod izlikom oprosta ili amnestije ili abolicije.[nedostaje izvor]

### 21. stoljeće
26. lipnja 2020. položen je uz nazočnost visokih dužnosnika kamen temeljac za Veteranski centar. Dio je projekta „Uspostava veteranskih centara u Republici Hrvatskoj“. Ovo je najveća investicija u Daruvaru u posljednjih 40 godina te se očekuje da će stvoriti najmanje 40 radnih mjesta.

## Arhitektura u 18. i 19. stoljeću
U gradu Daruvaru nalaze se mnoge barokne građevine, među kojima je moguće pronaći Dvorac obitelji Janković, crkvu Presvetog Trojstva, Antunova kupka, Vila Arcadia, Ivanova kupka, Švicarska vila i Centralna blatna kupka.
Dvorac obitelji Janković (1771.-1777.) sagrađen je od strane bečkih arhitekata, po uzoru na tadašnju monumentalnu bečku arhitekturu, a u duhu klasicizma dograđena je altana (1868.-1870.).
Danas se u dvorcu nalazi Muzej/muzejska zbrika, Vinski salon Daruvarske vinske ceste, Izložba pisanih dokumenata o obitelji Janković na mađarskom i hrvatskom jeziku autorice mađarske povjesničarke Terézije Jánosné Horváth Balogh, Glazbeni salon, Soba obitelji Janković, Soba židovske kulture i tradicije i Stalni izložbeni postav „Domovinski rat u Daruvaru“.
Crkva Presvetog Trojstva (1764.) građena je u čak tri navrata, u stilu dinamičnog baroka. Kasnijim nadogradnjama nazire se neorenesansni utjecaj. Ona je važna jer predstavlja prvi primjer rotonde s kupolom u tom periodu na području Sjeverne Hrvatske.
Zatim imamo 3 kupke koje nastaju na području Daruvara. Prva, Antunova kupka (1762.) ima obilježja neogotike, a nastaje na zahtjev Antuna Jankovića. Druga, Ivanova kupka (1810.-1818.)  primjerom je jednih od rijetkih zdanja klasicizma u Hrvatskoj. Treća, Centralna blatna kupka nastaje u dva navrata (1862.-1879., 1908.-1910.).
Vila Arcadia pak sadrži elemente baroka, te daljnjim nadogradnjama dobiva i secesijske elemente.
Švicarska vila nastala je utjecajem alpske kulture u duhu romantizma, sačuvavši do danas drveni dvokatni trijem i dekoraciju.

## Gospodarstvo
Kada su Nijemci u 18. stoljeću i Česi u 19. doselili u daruvarske krajeve, počeo je gospodarski procvat. U novijoj povijesti, 1998. godine u Daruvaru je bilo registrirano 116 tvrtki, od toga 12 velikih i srednjih. Tomu treba pridodati i još oko 180 obrtnika. Svoje gospodarske resurse Daruvar želi usmjeriti na revitalizaciju poljoprivrede i prehrambene industrije u obiteljskim gospodarstvima, te stvaranje uvjeta za jačanje kontinentalnog turizma za koji postoji snažna osnova (izvori tople vode, športski tereni, šetališta, parkovi, hipodrom). 
Gospodarstvo u gradu Daruvaru čini 121 tvrtka, od toga 1 velika, 8 srednjih i 112 malih, te 228 obrtničkih radnji. Od obrtnika možete naći 43 (19 %) proizvodnih obrta (zidari, soboslikari, limari, krojači, klesari, vinari, pekari i dr.); 70 (31 %) uslužnih obrta (vulkanizeri, zlatari, urari, dimnjačari, elektromehaničari i dr.); 17 (7 %) obrta koji pružaju intelektualne usluge, 55 (24 %) trgovaca, 22 (10 %) ugostitelja i 21 (9 %) prijevoznika. Ukupno zaposlenih u gospodarstvu je cca 2300, od toga oko 850 žena.
Važnije tvrtke po granama djelatnosti:
Poljoprivredno prehrambena i slična djelatnost:
- Daruvarska pivovara, sagrađena 1840. godine, osnovao Izidor Janković. proizvodi pivo po izvornoj staročeškoj recepturi pa pivu od tu i ime: "Staročeško pivo". Danas Daruvarska pivovara uspješno opskrbljuje hrvatsko tržište piva s godišnjom proizvodnjom od 255 tisuća hektolitara piva – ili da bude slikovitije – to je 51 milijun boca zapremnine pola litre.
- IRIDA  Arhivirana inačica izvorne stranice od 10. kolovoza 2019. (Wayback Machine) je kratica za Industriju ribe Daruvar. To je tvornica za preradu ribe nastala davno i to na temeljima i tradiciji slatkovodnog ribarstva koje u Daruvaru i okolici ima duboke i davne korijene. Danas IRIDA pored slatkovodne ribe, prerađuje i konfekcionira morsku ribu, glavonošce i druge, raznolike plodove mora.
- Badel 1862. Vinarija Daruvar ili skraćeno samo Vinarija, nastavlja tradiciju proizvodnje kvalitetnih daruvarskih vina na 200 hektara vlastitih vinograda i na još oko 80 hektara vinograda u privatnom vlasništvu. Najzastupljenije vrste vina su: Daruvarska graševina, pinot bijeli, pinot sivi, chardonnay bijeli, sauvignon bijeli i bijeli rajnski rizling.
- Poljodar Tim d.o.o. – tradicija ratarske proizvodnje pšenice, kukuruza, ječma, uljane repice i soje uz primjenu visoke tehnologije, nadopunjena proizvodnjom i doradom sjemenske robe.
- Majdak Promet d.o.o. – tvrtka za uzgoj goveda radi prerade mesa
- Biogal d.o.o. – mini mljekara

Metalsko prerađivačka i slična djelatnost:
- DALIT – tvornica strojeva i ljevaonica željeza (od 1905.)
- MPD – tvornica pumpi, utemeljena 1960. godine, poznati proizvođač pumpi, filtera, ventila i druge opreme za tešku metalsku industriju.
- SAB d.o.o. – izrada alata i strojeva

Tiskarska djelatnost:
- Daruvarska tiskara d.d.
- Igraf

Tekstilna djelatnost:
- Vesna tekstilna industrija Daruvar, prisutna je na domaćem i inozemnom tržištu već 41 godinu. Bavi se proizvodnjom gornje trikotažne odjeće, muške, ženske i dječje. Zapošljava oko 220 radnika – uglavnom žena. Svoje proizvode plasira na domaćem tržištu putem veletrgovina, a u izvozi u Njemačku, Italiju, Austriju i Francusku.

Turističke, zdravstvene i slične ustanove:
- Daruvarske toplice su specijalna bolnica za medicinsku rehabilitaciju s hotelom "Termal", restoranom "Terasa" i ugostiteljskim objektima u gradu, nositelji su razvoja zdravstvenog turizma, rekreacije i kvalitetne ugostiteljske ponude.
- Termalni vodeni park Aquae Balissae – nalazi se samo 300 metara od centra Daruvara. Smješten je na prekrasnoj poziciji koja je na trokutu između strogog centra grada, Julijevog parka i sportsko-rekreacijske zone. Termalni vodeni park jedan je od elemenata razvoja i obogaćivanja turističke ponude grada, kao i samog kontinentalnog turizma središnje Hrvatske.
- Hotel Mladimir – Mali prelijepi hotel s tri zvjezdice smještem u najzelenijem djelu grada
- Hotel "Balise"  Arhivirana inačica izvorne stranice od 29. studenoga 2020. (Wayback Machine) – mali, ali ugodno uređen i obnovljen hotel s 2 zvjezdice, smješten u samom centru grada.
- Turistička zajednica grada Daruvara
- Poliklinika "Dr. Maletić" suvremeno opremljena poliklinika koja vrši zahvate s područja estetske kirurgije i urologije
- Poliklinika "Arcadia", gdje možete obaviti stručne preglede, konzultacije, liječenje, te njegu i sve druge oblike medicinske pomoći na području plastične i estetske kirurgije

Razne zadruge i udruge:
- - Udruženje obrtnika grada Daruvara
  - Daruvarska vinogradarska zadruga
  - Pčelarska udruga "Bagrem"
  - Voćarska udruga i dr.

Daruvarska tržnica – Gradska tržnica Daruvar d.o.o. Daruvar, trgovačko društvo u vlasništvu Grada Daruvara, a nalazi se u samoj jezgri grada – Kolodvorskoj ulici. Glavni tržni dani u Daruvaru su srijeda i subota. Grad Daruvar svoje gospodarstvo tradicionalno predstavlja na Međunarodnom gospodarskom sajmu u Bjelovaru.
Gospodarski razvoj je usmjeren prema razvoju turizma u gradu Daruvaru, što mu pridonose bogati prirodni resursi; ljekovita topla voda, poznata izletišta za rekreaciju i odmor (Vinska turistička cesta, Izletište "Vranjevina", Planinarski dom "Petrov vrh" (s vučnicom i skijalištem) o kojem brine PD "Petrov vrh", šumski proplanci za lov krupne i sitne divljači (lovački domovi) i rijeke te ribnajci za ribolov.
Drugi turistički sadržaji u kojima ovdje možete uživati su; konjički rekreativni sport, sportski aerodrom, hipodrom, sportska dvorana, tenis tereni, stadion malih sportova, nogometni tereni, tereni za odbojku na pijesku i druga raznovrsna ponuda grada. Godišnje se u Daruvaru održava festival vinara i vinogradara Vinodar.

## Spomenici i znamenitosti
Razmatrajući arheološke nalaze koji su nađeni u 19. i početkom 20. st., okvirno su predočeni upravni, urbani, društveni, etnički i duhovni aspekt života tadašnjeg naselja te se izdvajaju samo najvažniji spomenici: 
1.     Diatretni stakleni pehar za vino poradi njihove vrijednosti takve vrste pehara nazivaju carski meržasti pehari – Cara Aurelija iz 4. stoljeća, koji je poznat pod nazivom „Vas diatretum Daruvarense“ pronađen 1795.g. u rimskoj kamenoj grobnici na obroncima Rimske šume, izrađen kao čaša u košarici u jednom komadu iz apalescentnog stakla, visok oko 12 cm, 9 cm širok, s izbočenim slovima FAVENTIB, danas u bečkom Kunsthistorisches Museum. Njihova produkcija bila je najrazvijenija u doba cara Konstantina Velikog. Taj pehar se danas nalazi u Bečkom muzeju Kunsthistorisches Museum. Upravo taj mrežasti pehar je zaštitni znak poznate manifestacije Vinodar – međunarodne izložbe vina Bjelovarsko-bilogorske županije.
2.     Četiri žrtvenika posvećena Silvanu i nimfama pronađena uz termalne izvore u Julijevom parku, koji ukazuju ne samo na štovanje Silvanove kultne zajednice i njegove epihorske korijene u duhovnom životu Jasa, već i vjerojatno mjesto hrama posvećenog tom božanstvu.
3.     Skulptura Jupitera pronađena u Julijevom parku te njemu posvećena četiri žrtvenika koji ukazuju na njegovanje važećeg carskog kulta, kao i na mogući položaj Jupiterovog hrama u naselju.
4.     Kip Ikara iz reda panonskih statua istog ikonografskog prikaza 2. ili početka 3. st., pronađen 1952. g. na kopu nekadašnje ciglane.
5.     Ploča u čast cara Gordijana III. i baza kipa njegove supruge Sabinije Tranquilline, iskopani na nekadašnjoj livadi Rudolfa Kuneša 1907. g., za koje se pretpostavlja da su bili postavljeni na nekadašnjem forumu naselja.
6.     Dijelovi brončane konjske skulpture u naravnoj veličini, pronađene 1878. g. kod kopanja jame za gašenje vapna u dvorištu ljekarnika Kuševića (danas zgrada daruvarskog kina), za koje se smatra da bi mogli pripadati jednom od carskih konjaničkih kipova postavljenih na forumu.
- Dvorac Janković
- Parohijska crkva Sv. Otaca Prvog Vaseljenskog Sabora
- Crkva Presvetog Trojstva u Daruvaru
- Crkva sv. Antuna Padovanskog u Daruvaru
- Ikar iz Daruvara – u Daruvaru se nalazi i kip koji prikazuje mušku osobu s krilima. Pronađen je 1952. godine u tzv. rimskom bedemu i čuva se u dvorcu grofova Janković. Iako je djelomično oštećen, lik muškarca se i dalje može raspoznati. U prvom izvještaju navodilo se da skulptura prikazuje gladijatora, no to nije imalo smisla jer se na njoj mogu raspoznati desno krilo i obrisi manjih pera iza ramena i vrata. Na temelju toga, dvadesetak godina kasnije ta skulptura se interpretira kao Ikar i navodi se da datira na kraj 2. i početak 3. stoljeća.[24]

## Škole
Daruvar je dugo vremena bio neznatno naselje čija je važnost porasla nakon što mu je kralj Ferdinand I. 1837. godine dodijelio položaj trgovačkog naselja. Svoju je prvu mješovitu pučku školu Daruvar dobio 1856. godine, a 1866. zahvaljujući novčanoj pomoći grofice Ljudevite Janković započela je s radom i djevojačka škola. Tijekom vremena Daruvar je postao značajno trgovačko i obrtničko središte, pa se ukazala potreba za otvaranjem škole u kojoj naučnici, koji su izučavali zanate, dobivali i neka teorijska znanja iz struke i dodatnog općeg obrazovanja. Stoga je 1887. godine u okviru niže mješovite pučke škole započela s radom i šegrtska škola. Bila je to prva srednja škola u gradu. 1915. godine počela je s radom i ženska stručna škola. 1913. godine počela je s radom i viša pučka škola koja je nakon Prvog svjetskog rata preimenovana u nižu gimnaziju. U razdoblju 1920. – 1928. godine u Daruvaru je radila i viša gimnazija. Daruvar je od svog osnivanja grad višenacionalnog sastava. U njemu je od 1904. do 1921. godine radila niža mađarska (julijanska) škola, a 1922. godine započela je s radom niža češka škola.
Do završetka Prvog svjetskog rata postojale su samo dvije školske zgrade koje su bile namijenjene obrazovanju mladog naraštaja. Jedna je bila ona čiju je gradnju novčano podmirila grofica Ljudevita Janković i zatim dala u skrb sestrama milosrdnicama sv. Vinka Paulskog. Ona je tijekom vremena imala tri velike nadogradnje. Druga je zgrada bila za učenike mješovite niže pučke škole koja se nalazila nasuprot katoličkoj crkvi, a sagrađena je 1887. godine (sada zgrada Gradskog kulturnog centra). Povremeno se, zbog nedostatka prostora, nastava održavala i na drugim lokacijama, uglavnom u privatnim zgradama. Situacija se u stambenom prostoru poboljšala kada je 1919. kupljen nekadašnji Jankovićev dvorac i preuređen za školske potrebe. Nakon što je 1928. godine prestala s radom viša gimnazija umjesto nje je iste godine započela s radom trgovačka škola koja je prerasla u trgovačku akademiju, a obučavala je učenike za činovnička zvanja.
Danas u Daruvaru postoje tri osnovne škole: Osnovna škola Vladimira Nazora Daruvar, koja je smještena u 2 školske zgrade, u Gajevoj i Frankopanskoj ulici, Češka osnovna škola Jan Amos Komenský i osnovna glazbena škola u Glazbenoj školi Brune Bjelinskog Daruvar.
Tu su i tri srednje škole: Tehnička škola Daruvar,Gimnazija Daruvar  Arhivirana inačica izvorne stranice od 31. siječnja 2009. (Wayback Machine), i Srednja škola Daruvar  Arhivirana inačica izvorne stranice od 24. ožujka 2008. (Wayback Machine).

## Kultura
Prva organizirana kulturna djelatnost u Daruvaru vezana je za crkvenu i školsku djelatnost. 1877. u Daruvaru je bila osnovana podružnica Matice hrvatske koja je doprinijela daljnjem kulturnom napretku ovih prostora. Veliki doprinos u tome imalo je i Hrvatsko obrtničko, potporno društvo "Zora" u čijem su okviru djelovale folklorna, glazbena i pjevačka sekcija. Česi u Donjem Daruvaru su 1907. osnovali Češku besedu i koja je svoju djelatnost usmjerila na igranje igrokaza, organiziranje predavanja i širenje kruga čitatelja češke knjige. Nakon Prvog svjetskog rata u Daruvaru je i dalje djelovalo kulturno društvo Zora, a svojim su se radom posebno isticale tamburaška i folklorna sekcija. Iz tamburaške sekcije izrastao je i daruvarski puhački orkestar. 1922. godine je u gradu počela raditi Hrvatska žena koja je svoju pažnju usmjerila na područje prosvjećivanja, morala, zdravlja i ženska pitanja. U Daruvaru je djelovalo i Srpsko kulturno društvo "Prosvjeta", dok su Česi i dalje djelovali najviše u okviru češke novine "Jugoslavšti Čechoslovci". Tijekom Drugog svjetskog rata, češka manjina u gradu Daruvaru pretrpjela je mnoge gubitke, oporavak je uslijedio i na kulturnoj razini. Zlatno doba operete amaterskog kazališta češke manjine odvija se od 1953. do 1979. godine. Glazbenu postavku činili su puhački orkestri, mješoviti glazbeni sastavi, Daruvarsko muzičko društvo i Pjevački zbor gimnazije u Daruvaru, dok se kazališni amaterizam poticao u kazališno/dramskoj skupini Čeških beseda.Kulturni život međuratnog razdoblja obogatile su brojne sekcije okupljene oko Katoličke akcije (Marijina kongregacija za gospođe, Djevojačko društvo Srce Isusovo, Pjevačko društvo svete Secilije). Nakon Drugog svjetskog rata kulturni život se veoma sporo obnavljao. 1946. godine započela s radom Pučka knjižnica. 
Pučko otvoreno učilište osnovano je 1961. godine kao Narodno sveučilište te je tijekom vremena mijenjalo svoje ustrojbene oblike i sadržaje: u sastavu sveučilišta bili su auto-škola, Radio-Daruvar, knjižnica te u dva navrata glazbena škola.
Od 1999. godine, sukladno zakonskim odredbama te odlukama osnivača, grada Daruvara, ustanova djeluje pod današnjim nazivom (Pučko otvoreno učilište) koje u svom sastavu ima i podružnicu Hrvatski dom. Hrvatski dom ima svojeg predstojnika, a na čelu POU nalazi se ravnatelj. Na kulturnom području Pučko otvoreno učilište organizira mnogobrojne glazbeno-scenske manifestacije: kazališne predstave, koncerte, kino predstave, prigodne akademije, amaterske festivale, izložbe i sl. U obrazovnom području Učilište nudi razne obrazovne programe, od škole stranih jezika, informatičke škole do ostalih oblika stručnog osposobljavanja i usavršavanja kao i hobi programe.
Pored navedenih osnovnih djelatnosti POU skrbi i o razvitku kulturnog amaterizma u gradu Daruvaru (mažoretkinje, folklor, plesne, dramske i dr. sekcije), a od 1999.g pruža i ugostiteljske usluge u obliku disko-večeri u Hrvatksom domu, te caffe-bara Kino.
Kino dvorana "30. svibnja", u sastavu Pučkog otvorenog učilišta, kompletno renovirana 2004., opremljena je kinoprojektorima za prikazivanje 35 mm filma te digitalnim surround dolby stereo kino ozvučenjem. Na repertoaru se tako godišnje nađe oko 120 filmova, uglavnom dugometražnih igranih, animiranih, te nešto dokumentarnih filmova.
Svoju su bogatu djelatnost nastavili pripadnici češke nacionalnosti. Pod nadzorom Čehoslovačkog saveza, kao krovne organizacije svih Čeha u tadašnjoj državi, daruvarska Čehoslovačka beseda nastavila je svoju raniju djelatnost. Posebno u svom radu prednjače folklorna i dramska sekcija. U sklopu Besede djeluje i Knjižnica Frane Buriana koja posjeduje velik broj čeških knjiga. U svojemu radu Čehoslovački savez (danas Savez Čeha) brine o cjelokupnom kulturnom životu pripadnika češke nacionalne manjine. On je ujedno jedan od pokrovitelja najvećih manifestacija žetvenih svečanosti i manifestacije učenika čeških škola naše jaro (naše proljeće). Ovdašnji Česi imaju i svoje tjedne novine Jednotu i mjesečnik za školsku djecu Naš koutek (Naš kutić). Građani Daruvara imali su u razdoblju nakon 1945. povremeno svoje novine na hrvatskom jeziku. 1955. počeo je izlaziti Vjesnik komuna koji je, s manjim prekidima, izlazio do 1978. godine. Najvažnije informacije građani Daruvara dobivaju od Radio Daruvara koji je započeo svoje emitiranje 1968. godine.
U Daruvaru pri Pučkoj knjižnici i čitaonici djeluje Središnja knjižnica Čeha u Hrvatskoj.
Foto Film klub Daruvar vrlo je aktivna i ugledna udruga, osnovan 1937.godine, osnivač Milan Pavić, a članovi stalno sudjeluju na domaćim i međunarodnim izložbama i osvajaju nagrade.
Astronomsko društvo Kumova slama Okuplja šezdesetak članova. Osnovano 2008.godine.

## Šport
- NK Daruvar
- OK Daruvar
- RK Daruvar
- OK Daruvar (žene)
- Popis poznatih osoba iz Daruvara

### Članci
- Balogh Jánosné Horváth, Térezia. 2016. Prije 250 godina plemić Antun Janković dobiva pridjevak „Daruvarski”. Zbornik Janković. Ogranak Matice hrvatske u Daruvaru. Daruvar. 1 (1): 11–17

## Vanjske poveznice
- Grad Daruvar
- Daruvarski Portfolio – sve o Daruvaru

|  | Portal Hrvatske – Pristup člancima s tematikom o Hrvatskoj. |